# Kfz-Kennzeichen (Palau)

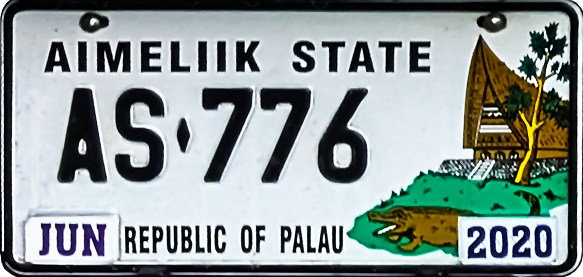
Kennzeichen des Staates Aimeliik mit Kulturhaus, Krokodil und Ananas

Die Kfz-Kennzeichen von Palau folgen keinem einheitlichen System. Sie werden von vielen Verwaltungen in dem mikronesischen Staat ausgegeben. Die Liste von Kraftfahrzeugkennzeichen-Schildern umfasst Nummernschilder, die in Palau 2019 und 2020 im Straßenverkehr zu sehen waren.

## Überblick

Gliederung der Republik Palau in 16 Kennzeichen ausgebende Staaten

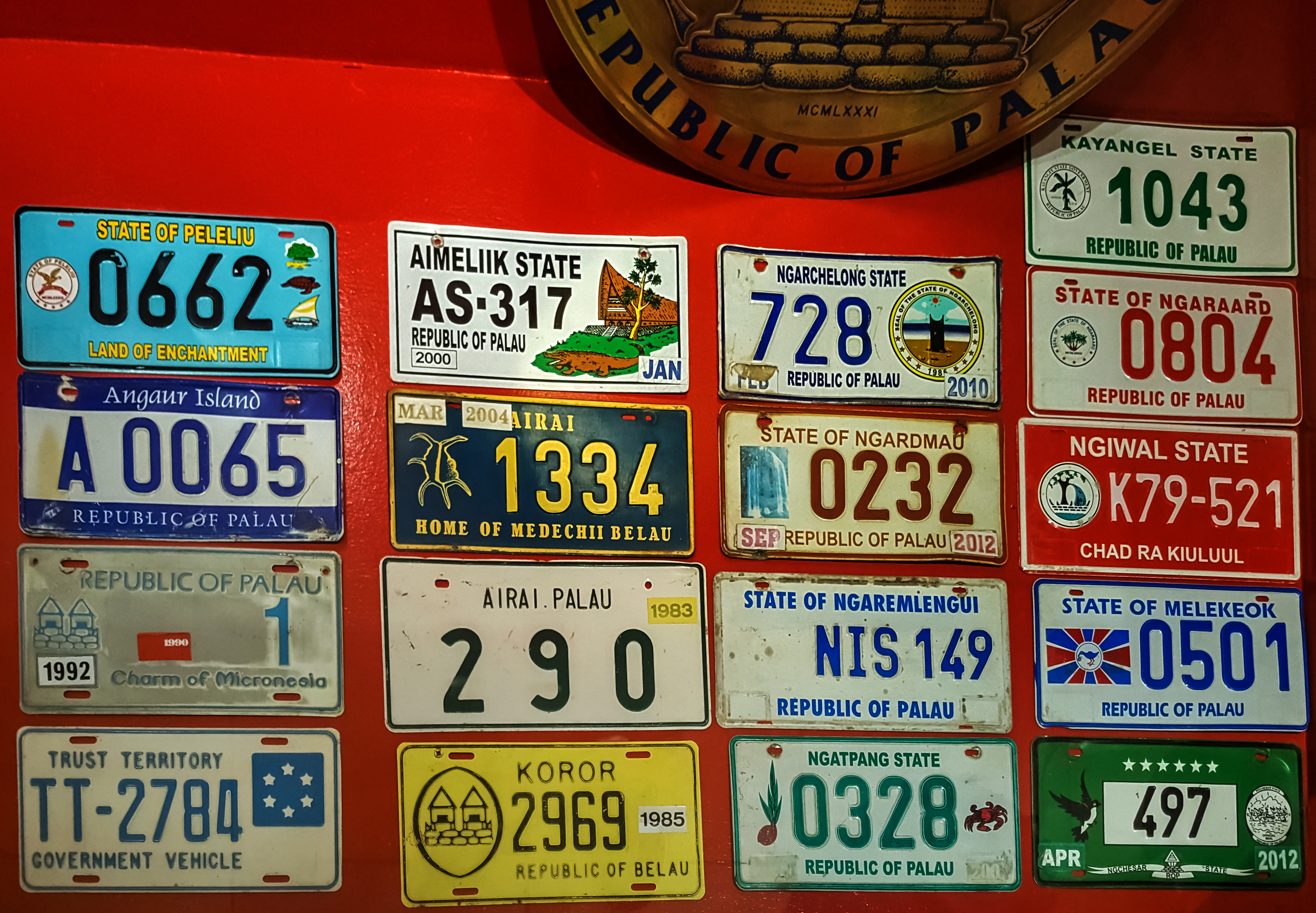
Sammlung älterer Autokennzeichen im Etpison Museum, Koror, Palau

Die aus Inseln bestehende Republik Palau mit einer Bevölkerung von rund 21.000 Personen besteht aus 16 unterschiedlich großen Staaten (states). In 14 davon leben weniger als 500 Personen. Jeder der 16 Staaten verfügt über eine eigene Kennzeichengestaltung, die sich zudem im Lauf der Jahre geändert haben kann. Über eigene Kennzeichen verfügen die Fahrzeuge der Zentralregierung Palaus und von Staatsregierungen sowie staatliche und dort tätige internationale Organisationen. 2013 waren in Palau rund 7.100 Fahrzeuge registriert.
Das Etpison Museum in Koror zeigt eine Sammlung palauischer Kennzeichen aus 14 der 16 Staaten. Die beiden südwestlichen Staaten, auf Atollgruppen mehrere hundert Kilometer entfernt gelegen, sind nicht vertreten. Das Nummernschild „Republic of Palau 1“ ist eine Spende von Ibedul Gibbons, dem obersten Häuptling. Auch ein Kennzeichen des vorrepublikanischen Trust Territory (TT, Treuhand-Territorium der Vereinten Nationen, bis zur Unabhängigkeit 1994) ist vorhanden.

## Gestaltung
Die Kennzeichen, meist in nicht rostendem Aluminiumblech geprägt, haben das US-amerikanische Format von 152 mal 300 Millimetern (6 × 12 inches). Einige Institutionen verfügen über Kennzeichen aus Kunststoff. Der Ablauf der Gültigkeit ist an Aufklebern für Monat und Jahr zu erkennen, die in den unteren Ecken des Schildes angebracht sind. Fahrzeuge im offiziellen Gebrauch tragen auch ältere, manchmal zerkratzte Aufkleber. Manchmal fehlen sie ganz.
Die Schilder werden am Heck des Fahrzeugs angebracht. Amtliche Schilder an der Frontseite sind nicht üblich. Die dafür vorgesehene Stelle bleibt frei oder wird mit Autokennzeichen aus anderen Ländern, aber auch mit Schildern religiösen oder kommerziellen Inhalts dekoriert. Weil seltene Kennzeichen kleiner Länder international ein Sammlerpublikum finden, werden online auch Phantasieprodukte mit angeblichem Gebrauch in Palau angeboten.
Die meisten Kennzeichen der Staaten sind nach dem gleichen Schema aufgebaut. Zentrales Element ist eine bis zu fünfstellige Zahl, manchmal mit führender Null oder Eins. Einigen Zahlen sind Buchstaben vorangestellt. Sie beziehen sich auf den Staatsnamen. In einer Kopfzeile steht meist der Name des Staates, in einer Fußzeile „Republic of Palau“, deren Abkürzung „ROP“ oder ein Slogan. Kennzeichen für private und Regierungsfahrzeuge können voneinander abweichen.
Auf einigen Staaten-Kennzeichen ist links der Ziffern das Siegel des ausgebenden Staates abgebildet. Einige Kennzeichen tragen Darstellungen oder Abbildungen naturkundlicher oder kultureller Bedeutsamkeiten. Wiederkehrend ist die eines Bai, in Palau das traditionelle Versammlungshaus der Männer mit charakteristischem Spitzdach.

## Liste von Kfz-Kennzeichenschildern
Die Liste folgt einer verbreiteten geografischen Gliederung von Nord nach Süd: nördlich der Hauptinsel Babeldaob ein Staat, dann Babeldaob mit seinen zehn Staaten, dann drei Inselstaaten südlich davon sowie zwei weitere, rund 350 bzw. 600 Kilometer südwestlich gelegen. Die Staatsflaggen dienen zur Erklärung mancher Motive und Farbkombinationen, bis eine Zusammenstellung der Siegel veröffentlicht wird.
| Kfz-Kennzeichenschild                  | ausgebender Staat                             | Beschreibung und Erläuterungen | Flagge        | Einwohner 2015 |
| -------------------------------------- | --------------------------------------------- | --- | ------------- | -------------- |
| nördlich von Babeldaob                 |                                               | |               |                |
|                                        | Kayangel                                      | Auf weiß grüne Schrift, links der Nummer das Staatssiegel |               | 54             |
| auf Babeldaob                          |                                               | |               |                |
|                                        | Ngarchelong                                   | Auf weiß dunkelblaue Schrift, links der Nummer das Staatssiegel |               | 316            |
|                                        | Ngaraard                                      | Auf weiß rote Schrift, links der Nummer das Staatssiegel |               | 413            |
|                                        | Ngardmau                                      | Auf orange rote Schrift, bei Regierungsfahrzeugen links der Nummer das Staatssiegel, rechts ein Farbbild des Taki-Wasserfalls. Bei Privatfahrzeugen befindet sich das Bild des Wasserfalls links der Nummer. |               | 185            |
|                                        | Ngiwal                                        | Auf braun weiße Schrift, links der Nummer das Staatswappen. Alle Nummern beginnen mit K79 für Kiuluul und seven eat nine soup, die angeblich täglich verzehrten „sieben Mahlzeiten und neun Suppen“ der auf ihre legendäre Essfreude stolzen Einwohner. In der traditionellen Überlieferung entstand Ngiwal aus dem Magen der stets hungrigen mythischen Figur Uab. In der Fußzeile als Herkunftsangabe Chad ra Kiuluul („Leute von Kiuluul“) nach einem älteren Namen Ngiwals.                                      |               | 282            |
|                                        | Ngeremlengui                                  | Auf blau weiße Schrift, die Ziffern goldfarben |               | 350            |
|                                        | Melekeok                                      | Auf weiß blaue Schrift, links der Nummer die Staatsflagge |               | 277            |
|                                        | Ngatpang                                      | Auf weiß grüne Schrift, die Nummer zwischen zwei Delikatessen, links eine grün gekeimte braune Kokosnuss (Cocos nucifera), örtlich „dubech“ genannt, rechts eine gekochte, daher rote Mangrovenkrabbe. Die in Ngatpang dominanten Mangrovenkrabben (Scylla spp.) sind lebend dunkelfarben. |               | 282            |
|                                        | Ngchesar                                      | Auf grün in der Dachzeile sechs weiße Sterne für die sechs Orte des Staates, auf weißem Feld die schwarze Nummer, in der Fußzeile ein geschweiftes Band mit dem Staatsnamen, „ROP“ für Republic of Palau und darüber in braun die Frontansicht eines Bais auf Steinen |               | 291            |
|                                        | Aimeliik                                      | - Privatfahrzeuge: Auf weiß schwarze Schrift, die Nummer beginnt mit „AS“ für Aimeliik State. Rechts die Schrägansicht eines Bai, auf dem grün bewachsenen Vorplatz ein Salzwasserkrokodil (Crocodylus porosus) und eine Ananaspflanze (Ananas comosus, palauisch „Ongolngebard“). - Regierungsfahrzeuge: auf hellgrün dunkelgrüne Schrift, links das Staatssiegel, mittig die getreppte Abkürzung „ASGV“ für Aimeliik State Government, rechts die Nummer                                                           |               | 334            |
|                                        | Airai                                         | Auf blau goldene Schrift, links der Nummer eine sechsfingrige Chiragra-Spinnenschnecke (Harpago chiragra); Varianten des Kennzeichens zeigen die höckrige Rücken-/Oberseite oder die Mündungs-/Unterseite wie in der Kennzeichensammlung des Etpison Museum. In der Fußzeile Home of Medechii Belau; Medechii ist eine Gottheit, die einst den Kaninchenfisch (rabbitfish, Siganus spp.) nach Airai lockte. |               | 2.455          |
| südlich von Babeldaob                  |                                               | |               |                |
|                                        | Koror                                         | Zwei Serien, beide mit dem Fußtext Bountiful Isles (etwa „Freigiebige Inseln“) - Erste Serie: blaue Schrift auf weiß und Bild des Zwillings-Bais Kebtot el Bai - Zweite, jüngere Serie: schwarze Schrift auf weiß, Nummer beginnt mit „2K“ |               | 11.444         |
|                                        | Peleliu                                       | Auf türkis goldene Kopfzeile „State of Peleliu“, blaue Nummer mittig und weiße Fußzeile „Odesangel Pride“ (Stolz von Odesangel); Odesangel (von palauisch omsangel „Bank, Spardose“) ist ein Beiname Pelelius, wo der Überlieferung nach das ein- und ausgehende Geld Palaus deponiert wurde, ausgedrückt durch goldene Eier einer weißen Taube. |               | 484            |
|                                        | Angaur                                        | Auf blauem Kopfstreifen in weiß Angaur State, auf weiß in blau die Nummer, beginnend mit „A“ für Angaur, auf blauem Fußstreifen in weiß Republic of Palau. |               | 119            |
| auf den Südwest-Inseln                 |                                               | |               |                |
|                                        | Sonsorol                                      | In dem Staat, der aus vier Inseln mit insgesamt drei Quadratkilometern Fläche besteht und etwa 350 Kilometer südwestlich der Hauptinsel gelegen ist, werden nur wenige Fahrzeuge eingesetzt. |               | 40             |
|                                        | Hatohobei                                     | Auf dem Inselstaat mit insgesamt drei Quadratkilometern, der etwa 600 Kilometer südwestlich der Hauptinsel gelegen ist, werden nur wenige Fahrzeuge eingesetzt. |               | 25             |
| weitere amtliche Kennzeichen (Auswahl) | weitere ausgebende Institutionen              | Beschreibung und Erläuterungen |               |                |
|                                        | Regierung Palaus                              | Auf orange in weiß „Government“ in der Dachzeile, die Nummer zwischen der Frontansicht eines Bai und falschfarbener Landesflagge, in der Fußzeile „Republic of Palau“ | Flagge Palaus |                |
|                                        | Justizverwaltung                              | Auf silber bzw. dem unbehandelten Aluminiumblech in hellblau „Judiciary“ in der Dachzeile, die Nummer zwischen einer Waage und falschfarbener Landesflagge, in der Fußzeile „Republic of Palau“ |               |                |
|                                        | Kennzeichen für Diplomaten                    | Auf hellblau in gelb „Diplomat“, darunter der Buchstabenschlüssel der Vertretung; A 069 steht für ein Fahrzeug der Republik China (Taiwan) |               |                |
|                                        | Belau National Museum                         | Auf weiß in schwarz in der Dachzeile „Belau National Museum“, in der Unterzeile das Sprichwort „A Cherechar a Lokelii“, deutsch etwa Das Wesen der Vergangenheit wird zur Zukunft. Im Mittelfeld „BNM“ als Abkürzung der Institution und die Nummer, diese beginnt für alle Fahrzeuge des Museums mit „55“. In der Fußzeile „Republic of Palau“. Im Bildhintergrund in grau das Symbol des Museums, die Frontansicht eines Bai mit einer Palme. Der Kennzeichenrand ist umlaufend ornamentiert. Material: Kunststoff |               |                |
|                                        | Palau International Coral Reef Center (PICRC) | Auf weiß in schwarz die Abkürzung der Institution und die Nummer, rechts das Logo des PCIRC, darunter auf gelb in weiß die Langform des Namens. Material: Kunststoff |               |                |
|                                        | UNDP                                          | Auf weiß die Abkürzung „LGSP“ für „Local Governance Strengthening Project“, ein Vorhaben zur Stärkung politischer Institutionen; links oben das UNDP-Logo, unten das Staatssiegel. Material: Kunststoff |               |                |

## Ältere Kennzeichen
Mit der Ausrufung der Republik Palau 1981 endete die Ausgabe der TT-Kennzeichen des US-verwalteten „Trust Territory of the Pacific Islands“, des Treuhandgebietes Pazifische Inseln. 1984 entstanden die 16 Staaten aus vorhergehenden traditionellen Gemeinden. Damit setzte auch die Ausgabe eigener Kennzeichen ein, die seither wiederholt geändert wurden. Das Etpison Museum besitzt ein Kennzeichen aus Airai in japanischer Zifferntypographie, das bereits 1983 zugelassen war.

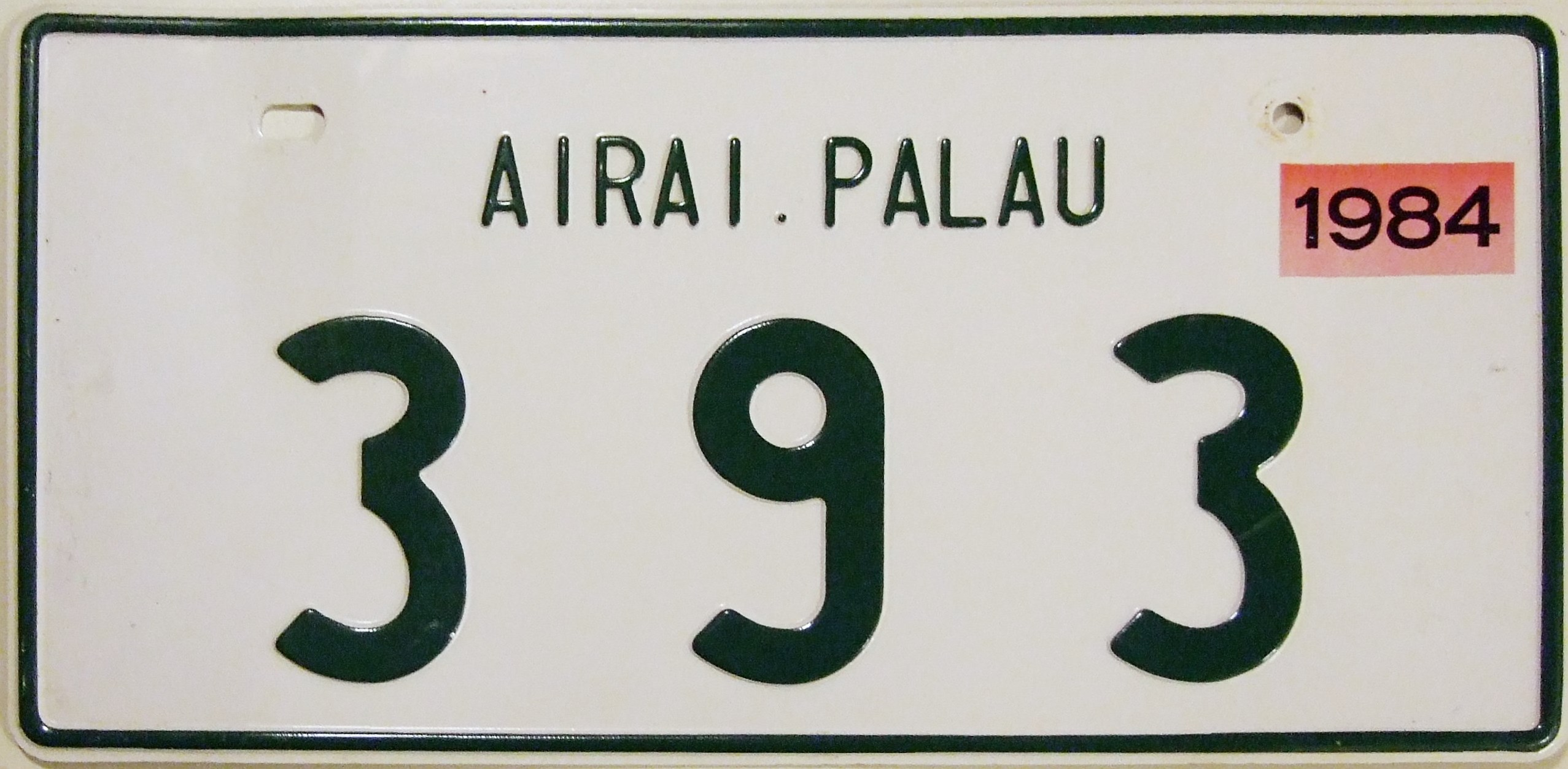
Airai, eine Prägung in älterer japanischer Zifferntypographie, 1984
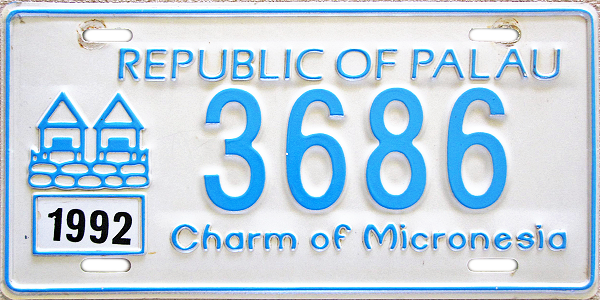
Palau: der Zwillings-Bai der damaligen Hauptstadt Koror; Fußzeile „Charm of Micronesia“; um 1990
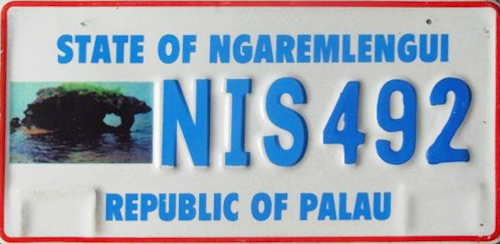
Ngeremlengui: Natürlicher Felsbogen vor der Küste; um 1990
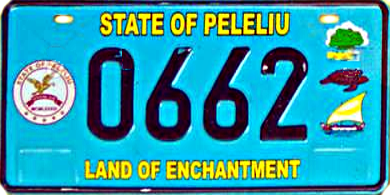
Peleliu: Staatsrobbe, stacheliger Murex, Meeresschildkröte und Ausleger; Fußzeile „Land of Enchantment“; um 2000
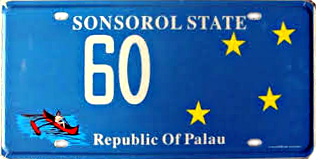
Kennzeichen des abgelegenen Staates Sonsorol mit Einbaum und vier Sternen; 2001
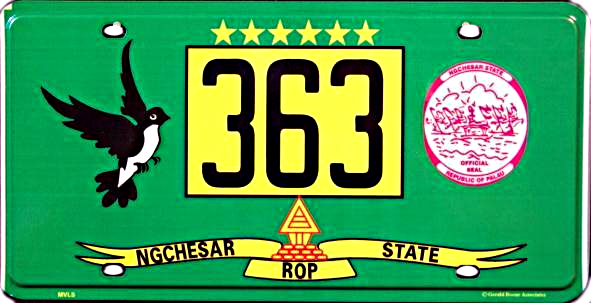
Ngechesar: Sturmvogel (Procellariidae) und Staatssiegel; 2002
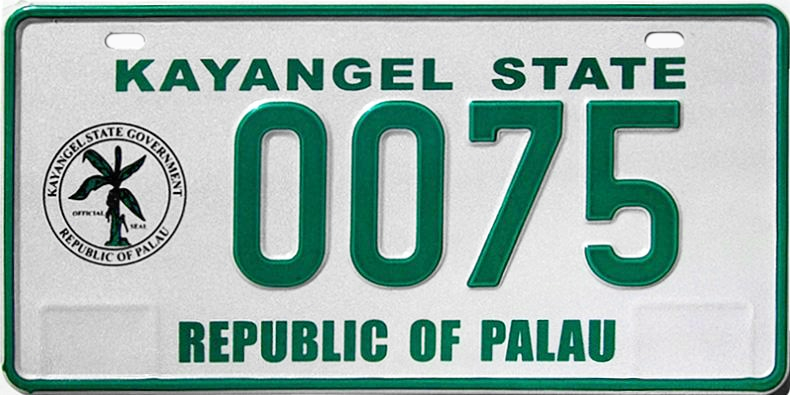
Kayangel: Staatssiegel mit ganz weißem Hintergrund; 2005
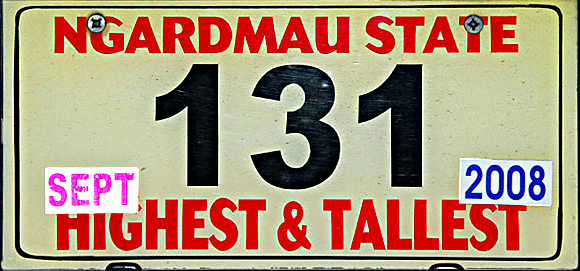
Ngardmau: der Zusatz „Highest and Tallest“ meint Mount Ngerchelchuus, den dortigen höchsten Berg Palaus; 2008
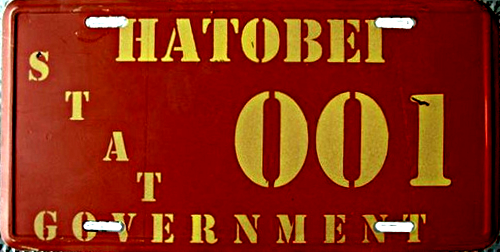
Kennzeichen des abgelegenen Staates Hatohobei, Regierungsfahrzeug; 2010